# Господарство відтворювальне
Господа́рство відтво́рююче — спосіб життя, який ґрунтується на землеробстві та скотарстві. У цьому випадку люди вже споживають продукти, створені власне ними: хліб, вирощені овочі та фрукти, м'ясо та молоко свійської худоби.
Виникло внаслідок подолання кризи привласнюючого, зокрема, мисливського господарства під час переходу від льодовикового періоду (плейстоцену) до сучасного міжльодовикового періоду (голоцену) приблизно 10 тис. р. тому.
Відтворювальне господарство дало змогу отримувати надлишковий продукт і спричинило до експлуатації чужої праці, появи приватної власності.